# UPC Suisse
 (novembre 2015).
UPC Suisse Sàrl est une entreprise suisse qui a été fondée en 1994, après la fusion de plusieurs câblo-opérateurs. UPC est une société-fille de Liberty Global.
En mai 2022, UPC Schweiz GmbH et Sunrise Communications AG fusionnent pour former Sunrise UPC GmbH, la marque « UPC » est appelée à disparaître progressivement au profit de « Sunrise ».

## Histoire
En 1994, Rediffusion S.A. et d’autres câblo-opérateurs indépendants fusionnent pour devenir Cablecom, qui appartenait à Siemens, VEBA et Swisscom. 
Cablecom est vendu à NTL, société américano-britannique, pour CHF 5,8 millions, qui la revend en 2003.  
En septembre 2005, Liberty Global Europe rachète Cablecom le 30 septembre 2005 pour CHF 2,8 milliards. 
Le 25 mai 2016, UPC Cablecom est devenu UPC. 
Le 27 février 2019, UPC doit être reprise par Sunrise, mais le 22 octobre 2019 Sunrise annonce qu'il renonce, pour le moment, à la reprise d'UPC.

## Produits
UPC diffuse des chaînes radio et TV numériques.  
Depuis juillet 2003, UPC vend des services de téléphonie avec Voice over Cable, et 511 000 clients téléphonent via le câble (état au 30 juin 2019).
UPC vend aussi à ses clients la téléphonie mobile depuis avril 2014.  